# Turbeogloborotalia
Turbeogloborotalia es un género de foraminífero planctónico de la familia Eoglobigerinidae, de la superfamilia Globorotalioidea, del suborden Globigerinina y del orden Globigerinida. Su especie tipo es Globorotalia griffinae. Su rango cronoestratigráfico abarca desde el Daniense (Paleoceno inferior) hasta el Luteciense (Eoceno medio).

## Descripción
Turbeogloborotalia incluía especies con conchas trocoespiraladas, de trocospira plana y de forma discoidal-globular o planoconvexa inflada; sus cámaras eran subglobulares a subcónicas; sus suturas intercamerales eran ligeramente incididas y rectas; su contorno ecuatorial era subcuadrado a subpoligonal y lobulado o ligeramente lobulado; su periferia era redondeada a subaguda; su ombligo era estrecho y cerrado; su abertura principal era interiomarginal, umbilical-extraumbilical, con forma de arco bajo asimétrica y rodeada por un labio; presentaban pared calcítica hialina, macroperforada, y superficie punteada.

## Discusión
El género Turbeogloborotalia no ha tenido mucha difusión entre los especialistas. Turbeogloborotalia incluye especies generalmente atribuidas a Globanomalina, Turborotalia o Paragloborotalia.

## Paleoecología
Turbeogloborotalia, como Globanomalina, incluía foraminíferos con un modo de vida planctónico, de distribución latitudinal cosmopolita, preferentemente tropical-subtropical, y habitantes pelágicos de aguas intermedias a profundas (medio mesopelágico superior a batipelágico superior).

## Clasificación
Turbeogloborotalia incluye a las siguientes especies:
- Turbeogloborotalia compressa †, generalmente aceptado como Globanomalina compressa
- Turbeogloborotalia griffinae †, generalmente aceptado como Paragloborotalia griffinae
- Turbeogloborotalia haunsbergensis †, generalmente aceptado como Globanomalina haunsbergensis
- Turbeogloborotalia rainwateri †, considerado como Turborotalia rainwateri o como sinónimo posterior de Acarinina uncinata